# Conversazioni
Conversazioni (Causeries) è un libro sulla fenomenologia della percezione visiva di Maurice Merleau-Ponty.
Il libro, pubblicato postumo nel 2002, raccoglie sette conversazioni radiofoniche tenute da Merleau-Ponty verso la fine del 1948 alla Radio Nazionale Francese. Tema generale delle trasmissioni radiofoniche (a cui parteciparono anche sociologi e scienziati) era “la formazione del pensiero”.

## Contenuti

### Il mondo percepito e il mondo della scienza
Tutti pensiamo di conoscere il mondo della percezione (quella che viene definita “realtà”). In queste conversazioni Merleau-Ponty vuole dimostrare che invece noi ignoriamo per gran parte questo mondo. Chi conosce allora il mondo percepito?
In una certa misura lo scienziato, il quale non si affida unicamente ai sensi ma ricorre ai risultati della ricerca scientifica.
La realtà “non si vede per mezzo degli occhi. Non si può concepirla che per mezzo dell'intelligenza”. È l'intelligenza che fa “scoprire la verità del mondo”.
Ma cosa si intende con “scienza”? La scienza è “l'ambito in cui si può imparare cosa sia una verifica, cosa sia una ricerca scrupolosa, cosa siano la critica di se stessi e dei propri pregiudizi”.
Tuttavia la scienza non è “sapere assoluto e totale”. In fisica, la teoria della Relatività ha confermato come “ogni osservazione sia strettamente legata alla posizione dell'osservatore”.
Non esiste dunque una scienza assoluta in grado di eliminare dalla propria ricerca ogni traccia umana. Dunque neanche la scienza, da sola, è in grado di descrivere compiutamente la realtà.

### Esplorazione del mondo percepito: lo spazio
L'arte e il pensiero moderni hanno perso la linearità e semplicità dei predecessori in quanto prendono in contropiede il senso comune, lo oltrepassa in quanto il senso comune è stato ampiamente elaborato nell'antichità.
Uno dei concetti che descrivono meglio questo cambiamento è il concetto di spazio, che la scienza classica intendeva come “l'ambito omogeneo in cui le cose sono distribuite secondo le tre dimensioni, e in cui esse conservano la propria identità nonostante i loro spostamenti”. Ma il concetto di spazio è mutato con l'affermarsi della geometria non euclidea che concepisce lo spazio come una curva e lo spostamento delle cose come una loro alterazione. Due esempi emblematici del cambiamento di visione nel mondo della pittura sono rappresentati dai concetti di “disegno” e di “prospettiva”. I pittori classici, disegnavano e successivamente “riempivano” il disegno con il colore. Da Cézanne in poi invece è l'atto stesso di dipingere che contemporaneamente crea il colore e il disegno. 
Analogo cambiamento si è avuto nel concetto di prospettiva. I pittori classici dipingevano secondo una determinata prospettiva fissa, che semplificava il processo di percezione della realtà. I pittori moderni, al contrario, erano consapevoli che questa visione fosse “uno” dei punti di vista possibili e infrangono questa “fissità”. Lo spazio non è più “dominabile da un osservatore assoluto”. Il pittore vi è immerso e i punti di vista sono innumerevoli. 
Dopo la scienza e l'arte anche la filosofia e la psicologia hanno cambiato il loro modo di interpretare la realtà. Merleau-Ponty cita il fenomeno dell'osservazione della luna che all'orizzonte appare più grande che in cielo. Questo perché il campo percettivo dell'uomo ha costanza nell'osservazione delle cose in un piano orizzontale – che è quello fondamentale per la vita – mentre diventa più problematico nel piano verticale. L'uomo quindi non può avere una percezione della realtà unicamente intellettuale. Questa è mediata dalla fisicità stessa.

### Esplorazione del mondo percepito: le cose sensibili
Esistono qualità che “non hanno alcun senso se si escludono le reazioni che suscitano nel nostro corpo”. 
“L'unità della cosa non è dietro a ciascuna delle sue qualità; è riaffermata da ciascuna di esse; ciascuna di esse è la cosa tutta intera.”
Merleau-Ponty fa l'esempio del miele e del limone.  Il miele è contemporaneamente la qualità della sua “mellifluità” e della sua “dolcezza”, più tante altre cose. “Il limone si svolge per intero attraverso ciascuna delle sue qualità...È l'acidità del limone che è gialla, è il giallo del limone che è acido. Le cose, la realtà, non sono oggetti neutri davanti a noi da contemplare. Ogni cosa suscita in noi reazioni favorevoli o sfavorevoli. 
“Il nostro rapporto con le cose non è un rapporto a distanza. Ogni cosa parla al nostro corpo e alla nostra vita”.
Tra l'uomo moderno e le cose non vi è più una distanza che ne determina una dominazione, ma vi è un'ambigua promiscuità per cui non siamo più in grado di coglierci come puro spirito separato dalla realtà e per contro le cose non sono più puri oggetti senza alcun attributo umano.

### Esplorazione del mondo percepito: l'animalità
Quando si passa dall'arte e dalla scienza classiche a quelle moderne si assiste a un “risveglio del mondo percepito”. Un mondo che non è abitato solo dall'uomo, ma anche da bambini, ammalati, folli, animali ...
Il mondo classico non prestava molta attenzione agli animali e li descriveva come si può rappresentare una macchina. Tutto era misurato sulla base di un “modello” di uomo adulto e sano. Le differenze, le diversità venivano rapportate a questo uomo compiuto, assoluto. Ma l'uomo adulto e civilizzato non è e non può comunque essere esente da anomalie. L'uomo civilizzato non può considerare il proprio pensiero di origine divina e non può non considerare e criticare i limiti della sua civiltà. Non deve quindi neanche misurare il mondo animale – o la diversità – con il metro di giudizio con cui analizza la propria civiltà. È questo lo spirito dell'arte e del pensiero moderno: la critica e la consapevolezza di differenti punti di vista. La riabilitazione degli animali presuppone una visione del mondo da cui il pensiero classico era lontano.

### L'uomo visto da fuori
Fino a questo punto Merleau-Ponty ha analizzato lo spazio, le cose che vi si trovano e gli esseri viventi che lo abitano. In questa conversazione si concentra sull'uomo. Descartes è giunto ad una nozione pura di spirito, che non è materia ed è indivisibile dal corpo ma allo stesso tempo ne è nettamente distinto. Ma per Merleau-Ponty questo spirito puro non posso che conoscerlo in me stesso. Gli altri non sono per me spirito. Sono gesti, parole e sguardi...vale a dire “corpo”. Io non posso dissociare qualcuno dalla sua figura, dal suo tono e dal suo accento. Gli altri sono per noi spiriti che abitano un corpo e noi “viviamo in prima istanza non nella consapevolezza di noi stessi, ma nell'esperienza dell'altro”.
“Ognuno è solo e non può fare a meno degli altri”. “Non c'è vita interiore che non sia relazione con l'altro” e questo ci obbliga ad un continuo lavoro per “ridurre le divergenze, per spiegare le nostre parole fraintese, per manifestare quel che di noi è nascosto, per percepire l'altro”.

### L'arte e il mondo percepito
Fino a questo punto, dunque, Merleau-Ponty ha spiegato che “è impossibile separare le cose dal modo in cui appaiono”. L'opera d'arte può essere capita solo nel momento in cui avverto che il suo significato è legato a tutti i dettagli che la costituiscono. Cosa significa questo? Che la forma e il contenuto, quel che si dice e il modo in cui lo si dice non possono essere separati. L'opera d'arte deve quindi essere “percepita”. “L'opera d'arte si vede o si sente e nessuna definizione, nessuna analisi, per quanto preziosa possa essere...sarà in grado di sostituire l'esperienza percettiva e diretta che ne ho”. Il rapporto tra l'uomo e il mondo avviene attraverso il corpo, in quanto soggetto e organo della percezione.

### Mondo classico e mondo moderno
Il pensiero classico “non dubita di essere votato a conoscere integralmente la natura e a eliminare ogni mistero dalla conoscenza dell'uomo”.
Il pensiero moderno è gravido di riserve e restrizioni. La rappresentazione del mondo non esclude crepe e lacune, dubita di se stessa e non si illude di ottenere l'assenso di ogni uomo.il pensiero moderno offre un duplice carattere di incompiutezza e di ambiguità.
“Noi concepiamo tutte le opere della scienza come provvisorie e approssimative, mentre Descartes credeva di poter dedurre, una volta per tutte, la Legge dell'urtarsi dei corpi dagli attributi di Dio”.
Tuttavia Merleau-Ponty si chiede anche se l'immagine che abbiamo del mondo classico non sia in realtà una versione ufficiale non corrispondente alla verità. In realtà sia l'arte che la politica hanno sempre manifestato contraddizioni e incertezze. Quindi in conclusione, “la coscienza moderna non avrebbe scoperto una verità moderna, ma una verità valida in ogni tempo, solo più visibile oggi e spinta ai suoi estremi”. “E questa maggiore chiaroveggenza è il segno di un'umanità che ... si confronta con se stessa da un capo all'altro del mondo...La verità è che il nostro problema consiste nel fare nel nostro tempo quello che i classici hanno fatto nel loro”.

## Edizione italiana
- Conversazioni, a cura di S. Ménasé, trad. F. Ferrari, Collana Piccola enciclopedia n.172, Milano, SE, 2002, ISBN 978-88-77-10549-3.